# Len Wiseman
Len Ryan Wiseman (n. 4 martie, 1973) este un regizor și scenarist american, cel mai mult cunoscut pentru regizarea  părții a doua din Underworld  și a filmului Greu de ucis. De asemenea, în colaborare cu Cliff Bleszinski a realizat Gears of War după un popular joc video.

## Filmografie
- Gears of War (TBA)
- Black Chapter (TBA)
- Lumea de dincolo 3: Revolta Lycanilor (2009) (producător)
- Greu de ucis 4 (2007)
- Lumea de dincolo 2: Evoluția (2006)
- Lumea de dincolo (2003)
- Godzilla (1998)
- Men in Black (1997)
- Independence Day (1996)
- Stargate (1994)